# Cerocala mindingiensis
Cerocala mindingiensis is een vlinder uit de familie spinneruilen (Erebidae). De wetenschappelijke naam is voor het eerst geldig gepubliceerd in 1937 door Romieux.
De soort komt voor in tropisch Afrika.